# Sabuton John
Sabuton John (24 marzo 1976) è un ex calciatore britannico originario di Turks e Caicos, di ruolo centrocampista.